# Leer la fortuna

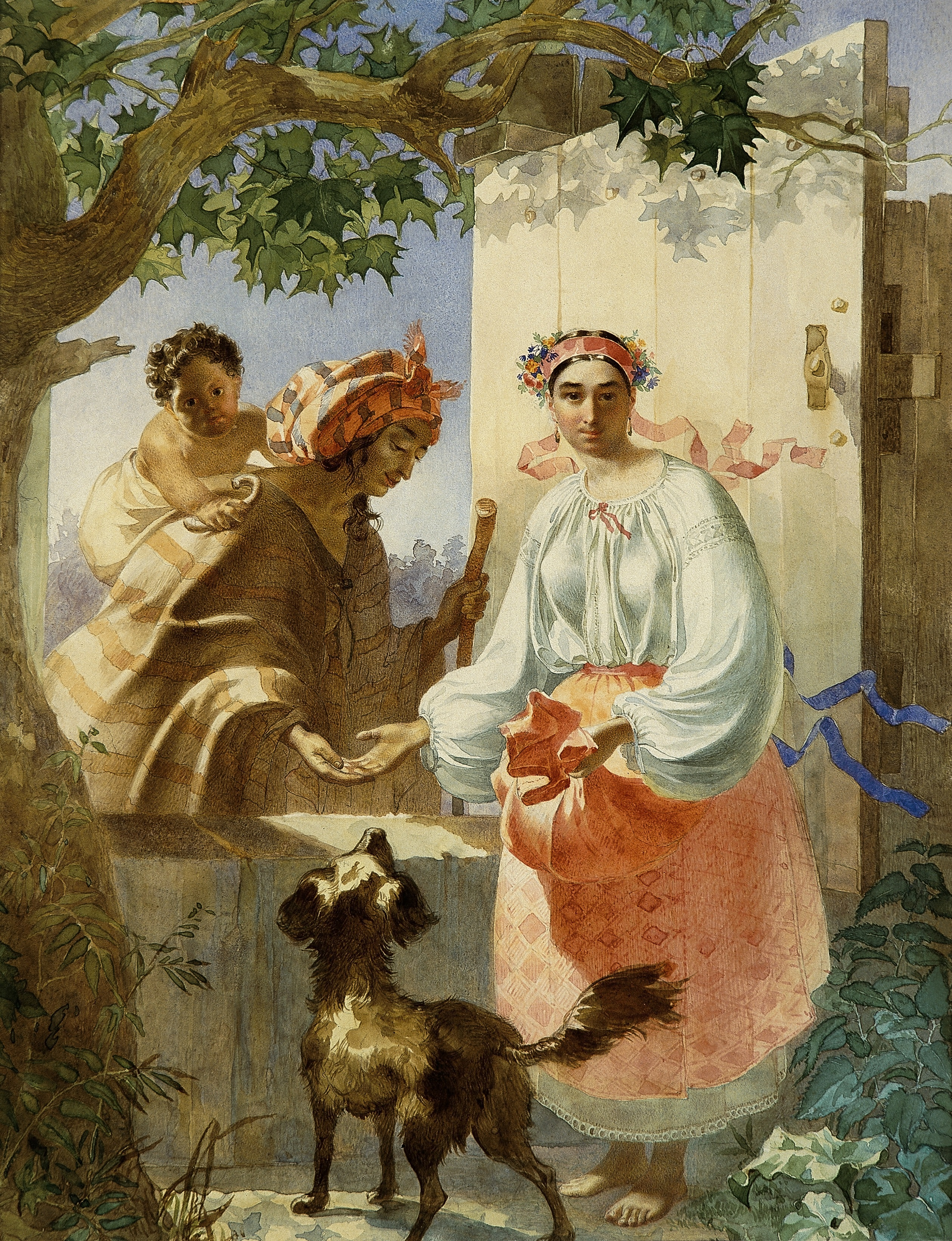
Adivina gitana (1841) de Taras Shevchenko

Leer la fortuna es la práctica de predecir información sobre la vida de una persona.
En principio, el ámbito de leer la fortuna es idéntico al de la adivinación. La diferencia es que la adivinación es el término utilizado para las predicciones consideradas parte de un ritual religioso, invocando a deidades o espíritus, mientras que la frase "leer la fortuna" implica un entorno menos serio o formal, incluso de cultura popular, donde la creencia en el funcionamiento oculto detrás de la predicción es menos prominente que el concepto de sugestión, consejo o afirmación espiritual o práctica.
Históricamente, Plinio el Viejo describe el uso de la bola de cristal en el siglo I d. C. por los adivinos (crystallum orbis, más tarde escrito en latín medieval por los escribas como orbuculum). Las imágenes occidentales contemporáneas de la adivinación surgen de la recepción folclórica de la magia renacentista, específicamente asociada al pueblo romaní. Durante los siglos XIX y XX, los métodos de adivinación de culturas no occidentales, como el I Ching, también se adoptaron como métodos para leer la fortuna en la cultura popular occidental.
Un ejemplo de adivinación o leer la fortuna como mero elemento de la cultura pop, con pocos o ningún vestigio de creencia en lo oculto, sería la Bola 8 Mágica vendida como juguete por Mattel, o el Pulpo Paul, un pulpo del acuario Sea Life en Oberhausen utilizado para predecir el resultado de los partidos de la selección alemana de fútbol.
El cristianismo, el islamismo, el bahaísmo y el judaísmo se oponen a la lectura de la fortuna basándose en las prohibiciones de las escrituras contra la adivinación. Entre los términos que designan a una persona que afirma ver el futuro se incluyen: adivino, lector de la bola de cristal, vidente, adivinador, sibila, clarividente y profeta. Otros términos relacionados que podrían incluir esta capacidad, entre otras, son oráculo, augur y vidente. Los escépticos consideran que leer la fortuna se basa en la pseudociencia, el pensamiento mágico y la superstición.

## Métodos

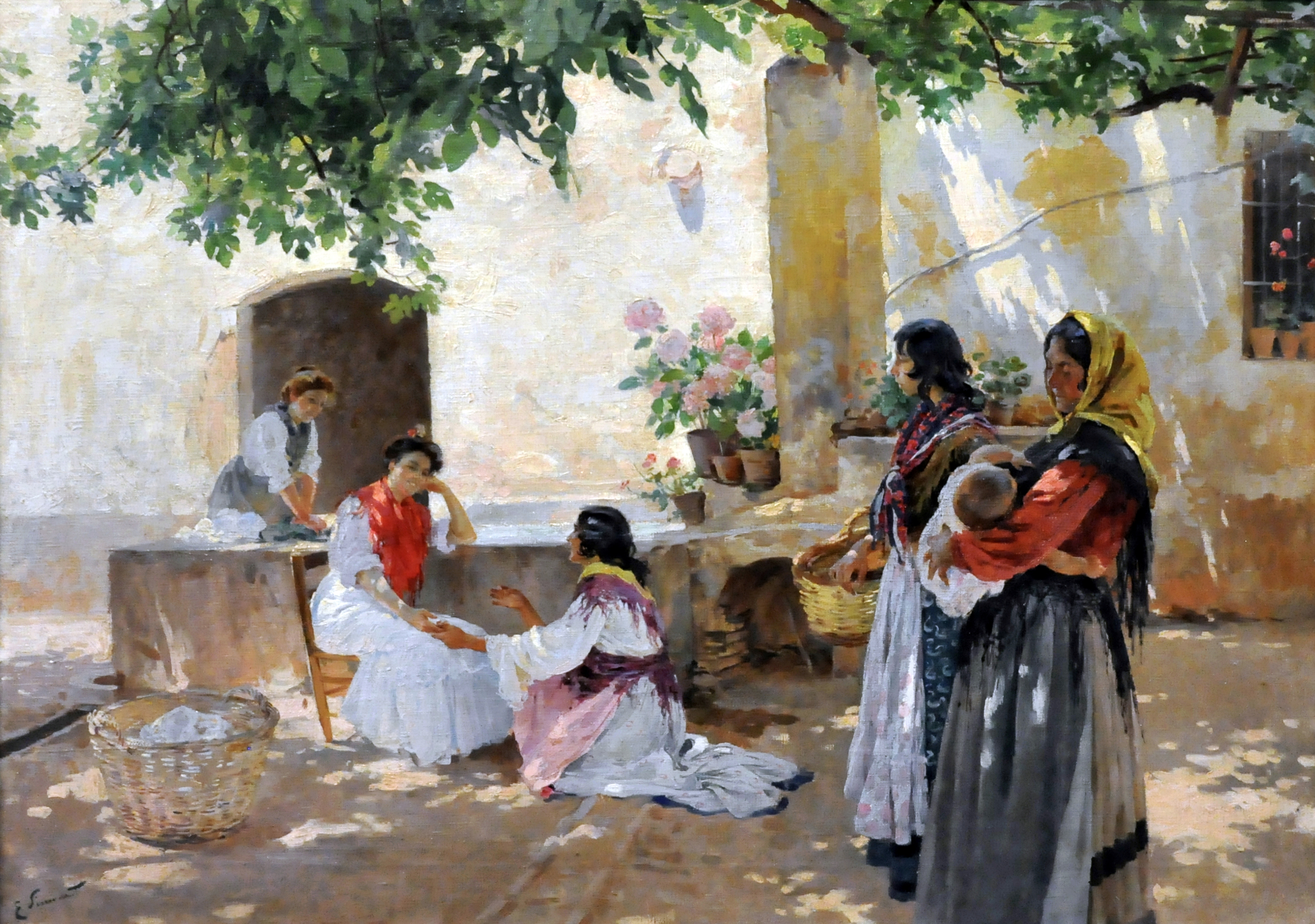
La buenaventura de Enrique Simonet (1899; canvas; Museo de Málaga), ilustra una lectura de manos.

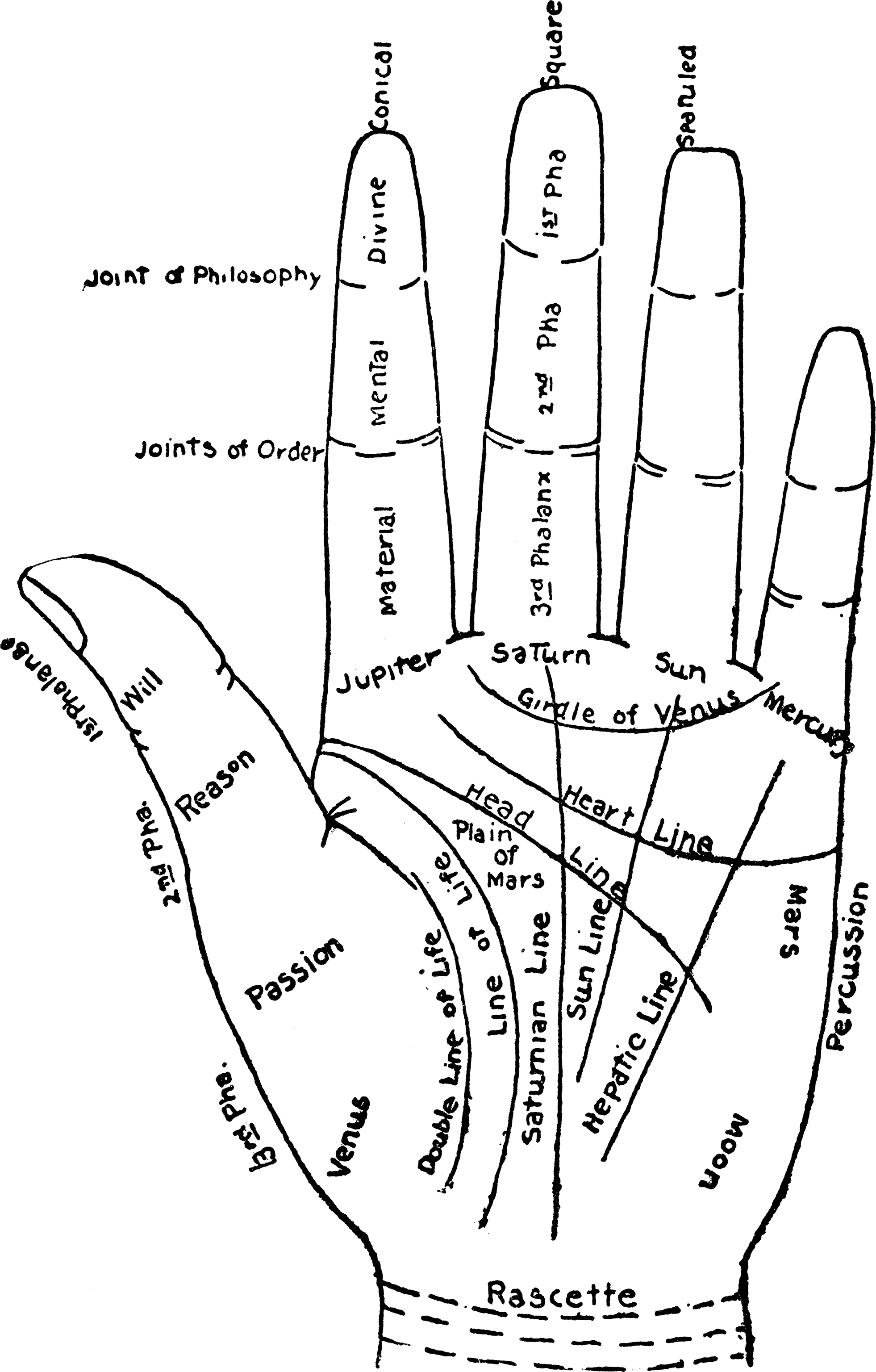
Gráfico de la mano

The screene of fortune here behold, juego de leer la fortuna, c.1650-1750

Entre los métodos habituales para leer la fortuna en Europa y América se encuentran la astromancia, la astrología horaria, la lectura con péndulo, la lectura de tableros de espíritus, la tasseografía (lectura de hojas de té en una taza), la cartomancia (lectura de la fortuna con cartas), la lectura de cartas de tarot, la cristalomancia (lectura de una esfera de cristal) y la quiromancia (quiromancia, lectura de las palmas de las manos). Las tres últimas se asocian tradicionalmente en la mente popular con el pueblo romaní y sinti.
Otra forma de leer la fortuna, a veces llamada "lectura" o "consulta espiritual", no se basa en dispositivos o métodos específicos, sino que el practicante da al cliente consejos y predicciones que se dice que proceden de espíritus o en visiones:
- Aeromancia: mediante la interpretación de las condiciones atmosféricas.
- Adivinación con papel: origami utilizado en juegos de adivinación.
- Adivinación rúnica: mediante runas.
- Alectromancia: mediante la observación de un gallo picoteando grano.
- Aleuromancia: mediante la lectura de la harina.
- Aruspicina: por los hígados de animales sacrificados.
- Astrología: mediante los movimientos de los cuerpos celestes.
- Astrología horaria: mediante la lectura de los astros a la hora exacta en que se formula la pregunta.
- Astrología de loros: por periquitos que recogen cartas de la fortuna
- Astromancia: mediante las estrellas.
- Augurio: mediante la observación del vuelo de los pájaros.
- Auramancia: mediante la lectura del aura o los sentimientos de alguien.
- Bazi o cuatro pilares: por la hora, el día, el mes y el año de nacimiento.
- Bibliomancia: por los libros; a menudo, pero no siempre, textos religiosos.
- Cartomancia: mediante naipes, cartas del tarot o cartas del oráculo.
- Ceromancia: por los dibujos de la cera derretida o goteando.
- Clarividencia: por visión espiritual o visión interior.
- Cleromancia: mediante el sorteo o el lanzamiento de huesos o piedras.
- Cristalomancia: mediante bola de cristal, también llamada adivinación.
- Cristaloscopia: por medio de objetos reflectantes.
- Cronomancia: por la determinación de los días afortunados y desafortunados.
- Extispicina: mediante las vísceras de los animales.
- Feng shui: mediante la armonía de la tierra.
- Gastromancia: mediante la ventriloquia estomacal.
- Geomancia: por las marcas en el suelo, la arena, la tierra o el suelo.
- Hidromancia: mediante la lectura del agua.
- I Ching: mediante tallos de milenrama o monedas y el uso del I Ching.
- Kau cim: mediante varas de bambú numeradas sacudidas de un tubo.
- Lectura de manos o quiromancia: por la observación de la forma de las manos y las líneas de las palmas.
- Lectura del péndulo: mediante los movimientos de un objeto suspendido.
- Lectura del rostro: observando las variaciones en la forma de la cara y la cabeza.
- Lectura en frío: mediante pistas visuales y auditivas.
- Litomancia: mediante piedras o gemas.
- Molibdomancia: mediante metal fundido después de verterlo en agua fría.
- Naeviología: observando lunares, cicatrices u otras marcas corporales.
- Necromancia: mediante la utilización de muertos o por la comunicación con espíritus o almas de personas fallecidas.
- Nefomancia: por las formas de las nubes.
- Numerología: mediante la interpretación de los números.
- Oniromancia: mediante la interpretación de los sueños.
- Onomancia: mediante la interpretación de nombres.
- Onicomancia: forma de quiromancia basada en la observación de las uñas.
- Piromancia: mediante la observación del fuego.
- Rabdomancia: usando varillas.
- Tablero de espíritus: mediante una plancheta o tablero parlante (ouija).
- Taromancia: mediante una forma de cartomancia con cartas del tarot.
- Taseomancia: mediante hojas de té o posos de café.

## Sociología

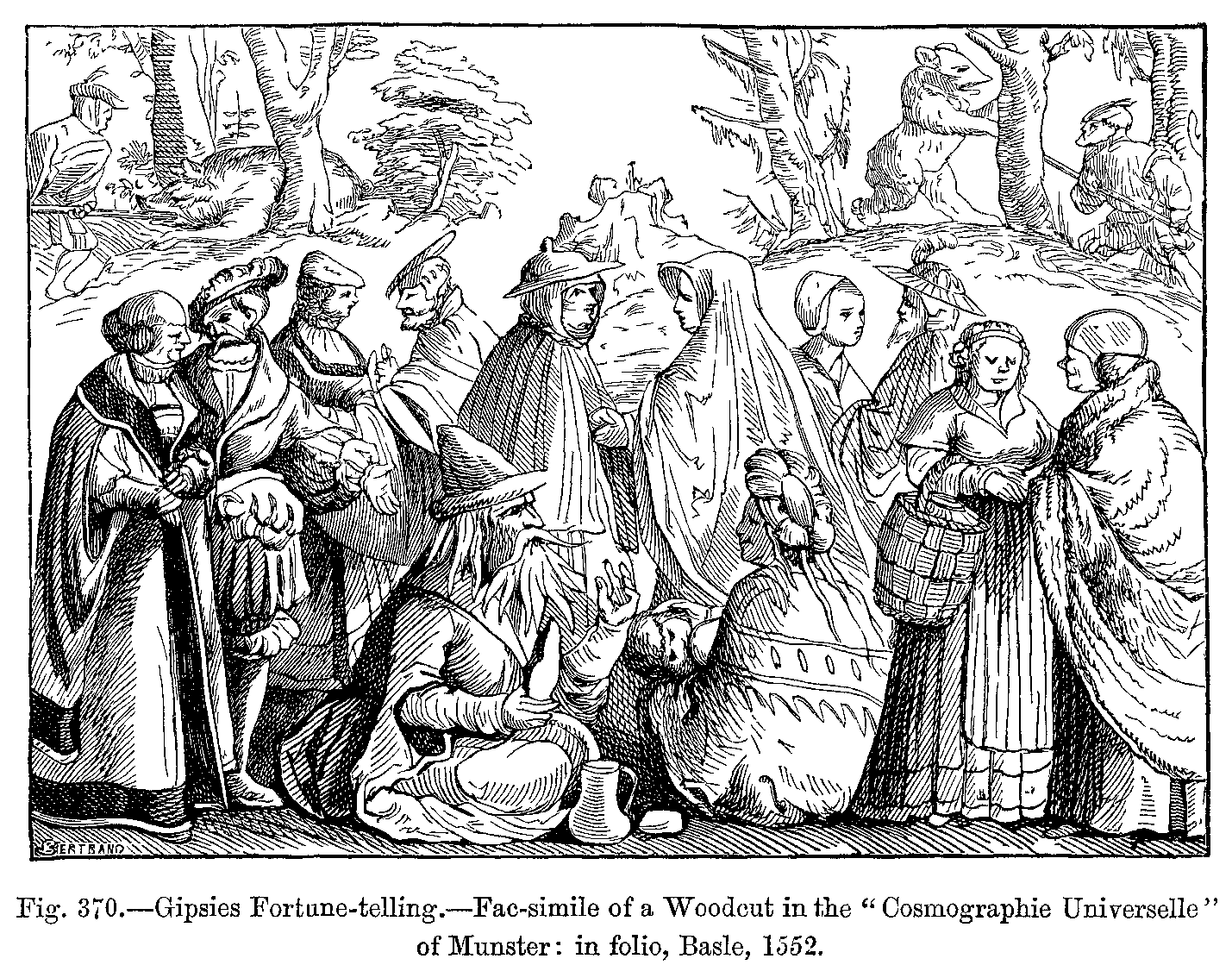
Lectura de la fortuna de los romaníes. Facsímil de una xilografía en Cosmographia universalis de Sebastian Münster

Los adivinos occidentales suelen intentar predecir asuntos como las perspectivas sentimentales, económicas y de maternidad. Muchos adivinos también hacen "lecturas del carácter". Pueden utilizar la numerología, la grafología, la quiromancia (si el sujeto está presente) y la astrología.
En la cultura occidental contemporánea, parece que las mujeres consultan a los adivinos más que los hombres. Algunas mujeres han mantenido largas relaciones con sus lectores personales. Las consultas telefónicas con psíquicos crecieron en popularidad durante la década de 1990, y en la década de 2010 también empezaron a estar disponibles otros métodos de contacto, como el correo electrónico y las videoconferencias, pero ninguno de ellos ha sustituido por completo a los métodos tradicionales de consulta en persona.

## Como negocio en Norteamérica

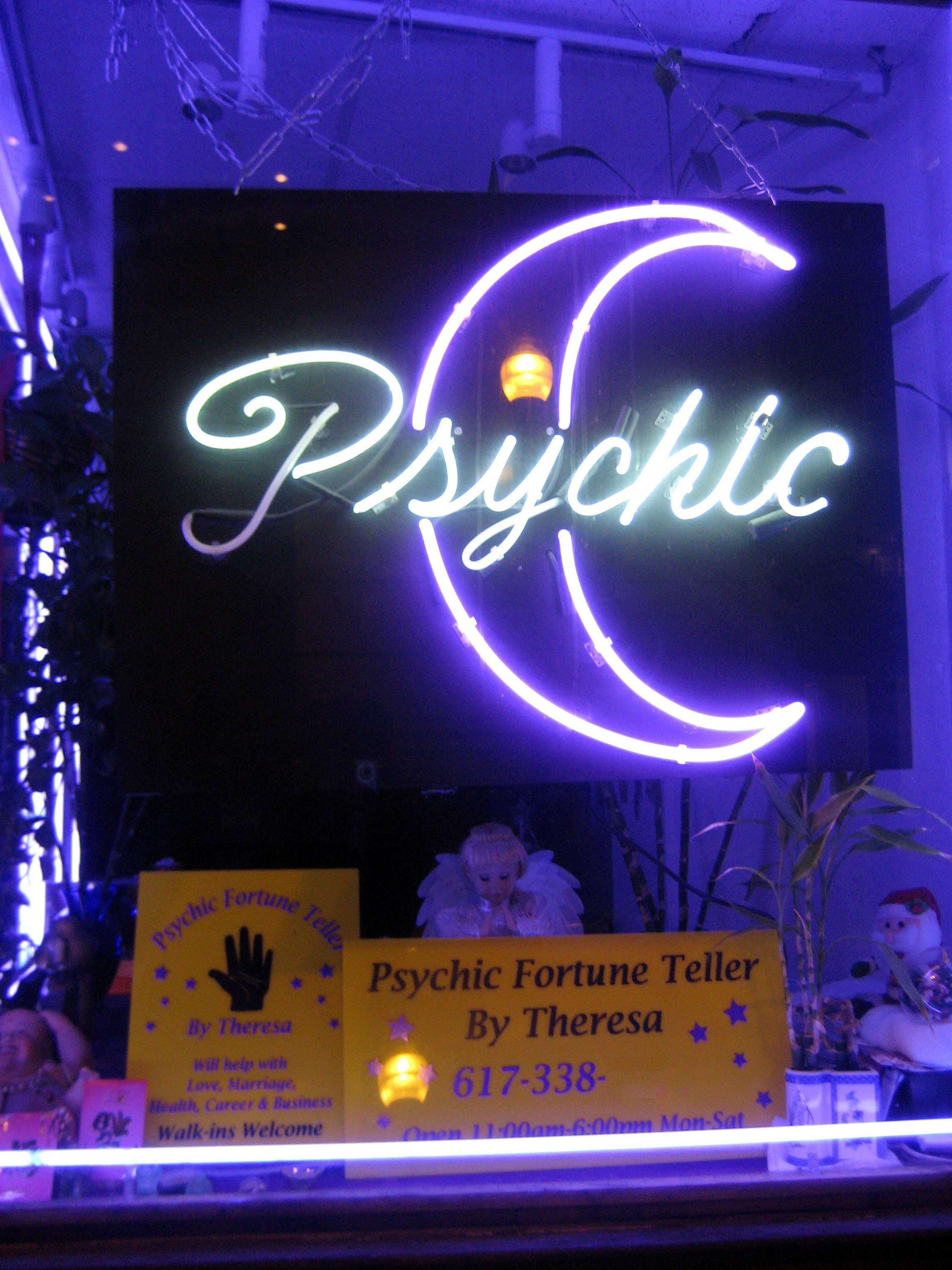
Tienda de adivinación psíquica en Downtown Crossing, Boston

Ronald H. Isaacs, rabino y escritor estadounidense, opinaba sobre el papel de la adivinación en la sociedad: "Desde tiempos inmemoriales, los seres humanos han anhelado saber qué les depara el futuro. Así, en la civilización antigua, e incluso hoy en día con la profesión de leer la fortuna, la humanidad sigue sintiendo curiosidad por su futuro, tanto por pura curiosidad como por el deseo de prepararse mejor para él". Aunque hace 5000 años los adivinos eran preciados consejeros de los asirios, perdieron respeto y reverencia durante el auge de la Razón en los siglos XVII y XVIII.
Con el auge del mercantilismo, "la venta de prácticas ocultas [se adaptó para sobrevivir] en una sociedad más amplia", según los sociólogos Danny L. y Lin Jorgensen. Ken Feingold, escritor de "El arte interactivo como máquina expendedora de adivinación", afirmó que con la invención del dinero, leer la fortuna se convirtió en "un servicio privado, una mercancía dentro del mercado".
Como escribió J. Peder Zane en The New York Times en 1994, refiriéndose a la Red de Amigos Psíquicos: "Sean las 3 de la tarde o las 3 de la mañana, ahí están Dionne Warwick y sus amigos psíquicos vendiendo consejos sobre el amor, el dinero y el éxito. En una nación en la que el poder de los cristales y la probabilidad de que los ángeles ronden cerca suscitan más contemplaciones que burlas, puede que no sorprenda que un millón de personas al año llamen a los amigos de la Sra. Warwick".

### Clientela
En 1994, la consejera psíquica Rosanna Rogers, de Cleveland (Ohio), explicó a J. Peder Zane que la consultaban personas muy diversas: "Las personas que viven en el sofá no son las únicas que buscan el consejo de psíquicos y astrólogos. Los clarividentes tienen un negocio en auge asesorando a banqueros de Filadelfia, abogados de Hollywood y directores ejecutivos de empresas de la lista Fortune 500… Si la gente supiera cuántas personas, sobre todo las muy ricas y poderosas, acuden a videntes, se les caería la mandíbula al suelo". Rogers "afirma tener 4.000 nombres en su agenda".
Janet Lee, también conocida como la vidente de Greenwich, afirma que entre su clientela solían encontrarse corredores de bolsa de Wall Street que buscaban cualquier ventaja que pudieran obtener. Sus honorarios habituales rondaban los 150 dólares por sesión, pero algunos clientes pagaban entre 2.000 y 9.000 dólares al mes por tenerla disponible las 24 horas del día para consultar.

### Clientes habituales
En 1982, Danny Jorgensen, profesor de Estudios Religiosos en la Universidad del Sur de Florida, ofreció una explicación espiritual a la popularidad de leer la fortuna. Afirmó que la gente acude a los psíquicos o adivinos para obtener autocomprensión y conocimientos que les conduzcan al poder personal o al éxito en algún aspecto de la vida.

En 1995, Ken Feingold ofreció una explicación diferente de por qué la gente acude a los adivinos:
Deseamos conocer las acciones de los demás y resolver nuestros propios conflictos en relación con las decisiones que debemos tomar y nuestra participación en los grupos sociales y las economías. … La adivinación parece haber surgido de nuestro conocimiento de la inevitabilidad de la muerte. La idea es clara: sabemos que nuestro tiempo es limitado y que queremos que las cosas ocurran de acuerdo con nuestros deseos. Al darnos cuenta de que nuestros deseos tienen poco poder, hemos buscado tecnologías para obtener conocimiento del futuro... ganar poder sobre nuestras propias [vidas].
En última instancia, las razones por las que una persona consulta a un adivino o adivina dependen de las expectativas culturales y personales.

### Servicios
La metodología de los adivinos tradicionales varía, pero suelen utilizar técnicas arraigadas en sus culturas y responder así a las expectativas culturales de su clientela.
En Estados Unidos y Canadá, entre los clientes de ascendencia europea, es popular la quiromancia y, al igual que con la astrología y la lectura de las cartas del tarot, se suelen dar consejos sobre problemas concretos que aquejan al cliente.
También puede ofrecerse orientación espiritual no religiosa. Una clarividente estadounidense llamada Catherine Adams ha escrito: "Mi filosofía es enseñar y practicar la libertad espiritual, lo que significa que usted tiene su propia guía espiritual, con la que yo puedo ayudarle a ponerse en contacto".
En la comunidad afroamericana, donde muchas personas practican una forma de magia popular llamada hoodoo o rootworking, una sesión de leer la fortuna o "lectura" para un cliente puede ir seguida de una orientación práctica en el lanzamiento de hechizos y la oración cristiana, a través de un proceso llamado "coaching mágico".
Además de compartir y explicar sus visiones, los adivinos también pueden actuar como consejeros discutiendo y ofreciendo consejos sobre los problemas de sus clientes. Quieren que sus clientes ejerzan su propia fuerza de voluntad.

### Carreras a tiempo completo

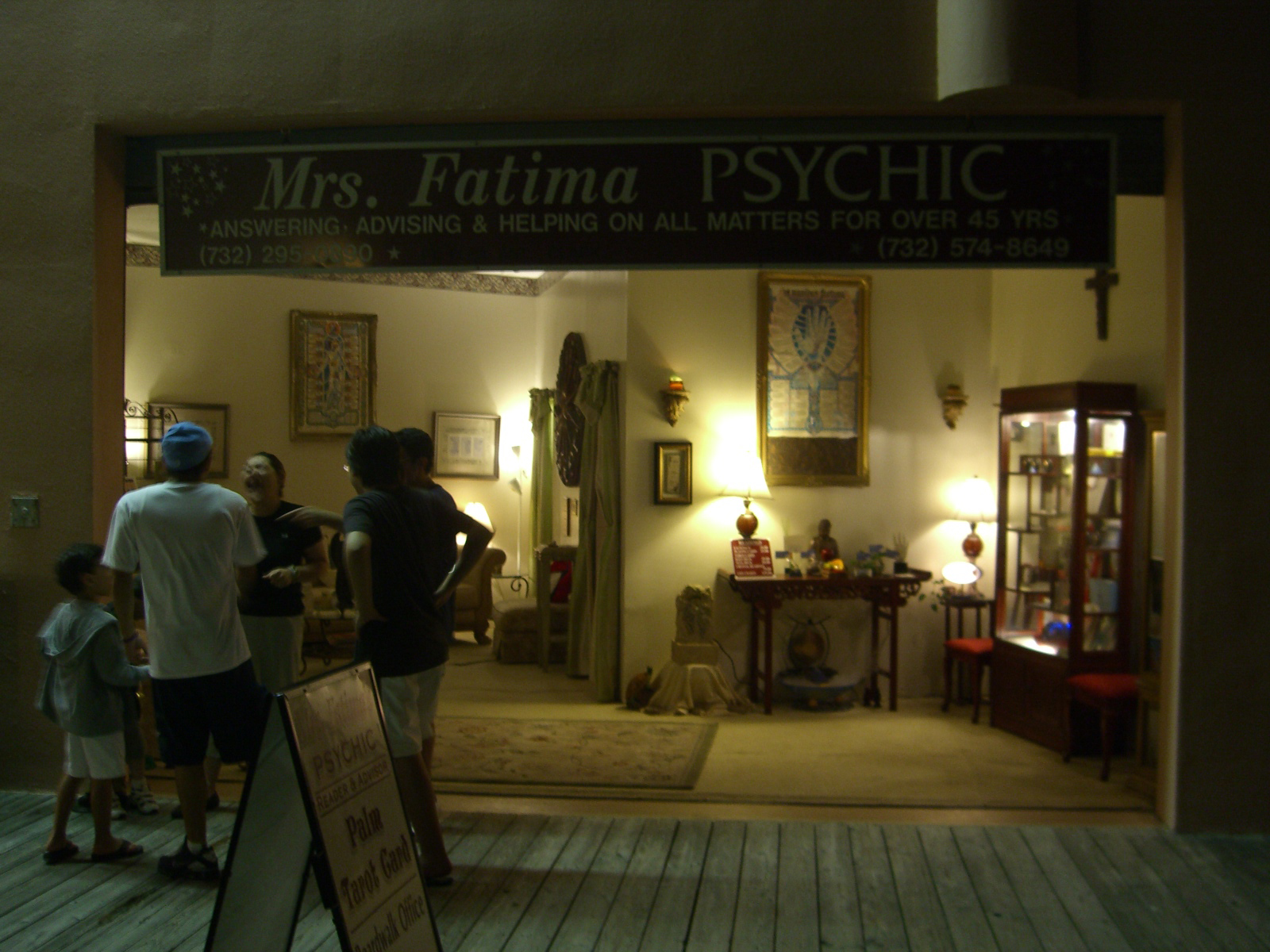
Tienda de lectura la fortuna en el paseo marítimo de Point Pleasant Beach, Nueva Jersey.

Algunos adivinos se mantienen totalmente de su negocio de adivinación; otros tienen uno o más empleos, y sus segundos trabajos pueden o no estar relacionados con la profesión de adivino. En 1982, Danny L., y Lin Jorgensen descubrieron que "aunque existe una variación considerable entre [estas ocupaciones secundarias], [los adivinos a tiempo parcial] están sobrerrepresentados en los campos de los servicios humanos: asesoramiento, trabajo social, enseñanza, atención sanitaria". Los mismos autores, haciendo un estudio limitado de los adivinos norteamericanos, descubrieron que la mayoría de los adivinos están casados y tienen hijos, y unos pocos afirman tener títulos de posgrado. "Van al cine, ven la televisión, tienen trabajos normales, compran en K-Mart, a veces comen en McDonald's y van al hospital cuando están gravemente enfermos".

## Legalidad
En 1982, los sociólogos Danny L., y Lin Jorgensen descubrieron que, "cuando es razonable, [los adivinos] cumplen las leyes locales y adquieren una licencia comercial." Sin embargo, en Estados Unidos, diversas leyes locales y estatales restringen la práctica de leer la fortuna, exigen la licencia o la fianza de los adivinos o hacen necesario el uso de una terminología que evite el término "adivino" en favor de términos como "asesor espiritual" o "consultor psíquico." También hay leyes que prohíben rotundamente la práctica en determinados distritos.

Por ejemplo, leer la fortuna es un delito menor de clase B en el estado de Nueva York. Según la ley del Estado de Nueva York, S 165.35:
Una persona es culpable de leer la fortuna cuando, a cambio de una retribución o compensación que solicite o reciba directa o indirectamente, afirme o pretenda leer la fortuna, o se presente como capaz, mediante el uso pretendido o alegado de poderes ocultos, de responder a preguntas o dar consejos sobre asuntos personales o de ejercer, influir o afectar a espíritus malignos o maldiciones; salvo que esta sección no se aplique a una persona que participe en la conducta antes descrita como parte de un espectáculo o exhibición con el único fin de entretener o divertir.
Los legisladores que redactaron este estatuto reconocieron que los adivinos no se limitan a "un espectáculo o exhibición con el único fin de entretener o divertir" y que la gente seguirá buscando adivinos aunque éstos actúen infringiendo la ley. En los estados de Minnesota, Carolina del Norte, Oklahoma, Pensilvania y Wisconsin, todas las formas de leer la fortuna son ilegales.
Del mismo modo, en Nueva Zelanda, el artículo 16 de la Ley de Delitos Sumarios de 1981 establece una pena de mil dólares para quien se proponga "engañar o fingir" para obtener una recompensa económica que posee telepatía o clarividencia o actúa como médium para obtener dinero mediante el uso de "dispositivos fraudulentos". Sin embargo, como en el caso de la legislación neoyorquina antes citada, no es delito si sólo tiene fines de entretenimiento.
En Australia, leer la fortuna es ilegal en Australia Meridional y en el Territorio del Norte.
En Canadá, cobrar por leer la fortuna de forma fraudulenta está tipificado como delito en el Código Penal de Canadá.
En Nigeria, "pretender ejercer la brujería o leer la fortuna" con ánimo de lucro o recompensa se castiga con un año de cárcel.
Arabia Saudí también prohíbe totalmente esta práctica, ya que considera que leer la fortuna es brujería y, por tanto, contrario a las enseñanzas y la jurisprudencia islámicas. Se ha castigado con la pena de muerte.

## Análisis crítico
Los escépticos consideran que leer la fortuna se basa en el pensamiento mágico y la superstición.
El escéptico Bergen Evans sugirió que leer la fortuna es el resultado de una "ingenua selección de algo que ha sucedido de entre un montón de cosas que no han sucedido, la inteligente interpretación de ambigüedades o un descarado anuncio de lo inevitable" Otros escépticos afirman que leer la fortuna no es más que leer en frío.
La práctica de leer la fortuna ha dado lugar a numerosos fraudes.
Leer la fortuna y su funcionamiento plantea muchas cuestiones críticas. Por ejemplo, leer la fortuna se realiza a través de diversos métodos, como las lecturas psíquicas y las cartas del tarot. Del mismo modo, estos métodos se basan en gran medida en fenómenos aleatorios. Por ejemplo, los astrólogos creen que el movimiento de las estrellas en el cielo puede tener implicaciones en la vida de una persona. En el caso de las cartas del tarot, la gente cree que las imágenes que aparecen en las cartas tienen significados importantes en sus vidas. Sin embargo, faltan pruebas que demuestren por qué cosas como las estrellas tienen implicaciones en nuestras vidas.
Además, las lecturas de la fortuna y las predicciones de los horóscopos, por ejemplo, suelen ser lo bastante generales como para aplicarse a cualquier persona. En la lectura en frío, por ejemplo, los lectores suelen empezar haciendo descripciones generales y continuar concretando en función de las reacciones que reciben de la persona cuya vida están prediciendo. La tendencia de las personas a considerar descripciones generales como representativas de sí mismas se ha denominado efecto Barnum y ha sido estudiada por psicólogos durante muchos años.
No obstante, a pesar de la falta de pruebas que respalden los distintos métodos de adivinación y de los numerosos fraudes cometidos por lectores psíquicos, entre otros, leer la fortuna sigue siendo popular en todo el mundo. Hay muchas razones que explican el atractivo de la adivinación, como el hecho de que las personas a menudo experimentan estrés cuando hay incertidumbre y, por lo tanto, buscan obtener una visión más profunda de sus vidas.